# M61 Vulcan
M61 Vulcan — 20-мм швидкострільна шестиствольна авіаційна гармата з обертовим блоком стволів. Гармата має пневматичний або гідравлічний привід, повітряне охолодження стволів. Стріляє 20×102 мм снарядами з надзвичайно високою швидкістю (зазвичай 6000 пострілів за хвилину). Понад 60 років гармата ставиться на американські бойові літаки, а також іншу бойову техніку.
Спочатку M61 вироблялася компанією General Electric. Після кількох злиттів і поглинань з 2000 року її виробляє компанія General Dynamics.

## Історія
Наприкінці Другої світової війни США почали дослідження в галузі створення більш ефективного гарматного озброєння для реактивних винищувачів. Через збільшення швидкостей польоту були потрібні більш скорострільні гармати. У Німеччині були захоплені зразки револьверних одноствольних гармат (Mauser MG213C), що мали велику швидкострільність, яка, проте, була обмежена системою подачі патронів, перегрівом і зносом ствола. ПС США були потрібні більш ефективні гармати, армія хотіла щось, що поєднувало б надзвичайно високу швидкість стрільби з винятковою надійністю. Фірма General Electric Armament Division почала розробку багатоствольної гармати по старій схемі Гатлінга. Оригінальна гармата Гатлінга не набула поширення через велике споживання потужності приводу обертання блоку стволів, проте реактивні винищувачі кінця 1940-х років володіли потужними електричними і гідравлічними системами, що дозволяло застосувати на них багатоствольні гармати. Багатоствольні гармати порівняно з револьверними мають меншу швидкострільність у розрахунку на один ствол, але більшу для всієї гарматної установки.
Повітряні сили США уклали контракт з фірмою General Electric в 1946 році для розробки в рамках проєкту «Project Vulcan», шестиствольної гармати зі скорострільністю 6000 пострілів на хвилину. У Європі після Другої світової війни набули поширення 30 мм гармати з більш потужними снарядами, в США було прийнято рішення застосовувати 20 мм гармати, що мали меншу масу, але великі швидкострільність і дульну швидкість. Перший прототип гарматної установки, T-171, був створений фірмою General Electric в 1949 році.
У 1956 році на озброєння ПС США була прийнята авіаційна гармата M61 Vulcan під набій 20×102 мм з електрокапсульним займанням. M61 — шестиствольна гармата з гідравлічним приводом, що має два режими вогню: 4000 і 6000 постр / хв. При випробуваннях надзвукового винищувача F-104 Starfighter було виявлено ряд труднощів і відмов, пов'язаних із 20-мм гарматною установкою Т171 «Вулкан». Труднощі були викликані затримками в системі ланковий подачі патронів, і небезпекою, що подається окремими ланками. Для модернізованого варіанту гармати М61А1 була розроблена безланкова система подачі патронів. Гармата М61А1 стала пізніше стандартним озброєнням американських винищувачів.
M61 також є основою для системи ППО ближньої дії Mk 15 Phalanx ВМС США та системи M163 VADS Vulcan, яка використовує варіант M168.
Боєприпаси для гармати випускаються на заводі Olin Ordnance у Сент-Пітерсберзі, Флорида.

## Модифікації

### M61A2
Легша версія гармати «Вулкан», розроблена для використання на F-22 Raptor, позначена як M61A2, механічно така ж, як і M61A1, але з тоншими стволами, щоб зменшити загальну вагу до 92 кілограмів. Ротор і корпус також були модифіковані для видалення будь-яких металевих деталей, які не є абсолютно необхідними для роботи, а деякі металеві  компоненти замінені на легші матеріали. Ця версія також використовується на F/A-18E/F Super Hornet. Легші стволи M61A2 дозволяють дещо вищу швидкість стрільби, до 6 600 пострілів на хвилину.

## Боєприпаси
| Позначення | Тип   | Вага снаряду [г] | Вага заряду [г]                          | Дульна швидкість [м/с] | Опис |
| ---------- | ----- | ---------------- | ---------------------------------------- | ---------------------- | --- |
| M53        | API   | ?                | 4,2 г запальний                          | 1030                   | Проникнення 6,3 мм ГКБ при куті 0-градусів влучанні і дальності 1000 м. |
| M56A3/A4   | HEI   | 102              | 9 г фугас (RDX/wax/Al) і 1,5 г запальний | 1030                   | Детонатор у носі снаряда, без трасера. Ефективний радіус ураження осколками 2 м, дальність уражаючої дії осколків 20 м. Пробиття ГКБ товщиною 12,5 мм при куті зустрічі 0 градусів на дальності 100 м. |
| PGU-28A/B  | HEIAP | 102,4            | 10                                       | 1050                   | Багатофункціональний снаряд без детонатора з запалювальним зарядом у носовій частині, який підриває осколково-фугасний заряд із невеликою затримкою, щоб максимізувати летальність проти літаків. Без трасера або механізму самоліквідації. Пелета з цирконію в нижній частині фугасної порожнини забезпечує додатковий запалювальний ефект. |

## Бойове застосування
Вулкан був вперше використаний в повітряному бою 4 квітня 1965 року, коли чотири винищувачі ПС Народної Армії В'єтнаму МіГ-17 атакували групу з 10 літаків North American F-100 Super Sabre (два з яких були призначені для метеорологічної розвідки), що супроводжували 48 F-105 Thunderchief, озброєних гарматами  M61A1 Vulcan та завантажених бомбами. Лідер МіГів і єдиний, хто вижив з чотирьох, капітан Чан Хань, повідомив, що американські винищувачі переслідували їх, і що F-105 збили три його літаки, вбивши лейтенантів Фам Гіая, Ле Мінь Хуана і Чан Нгуєн Нама. Капітан Дональд Кілгус, пілотуючи F-100, отримав офіційне підтвердження ймовірного знищення за допомогою своїх чотирьох 20 мм гармат М39 під час зіткнення; проте жоден інший американський пілот не повідомляв про знищення МіГів під час бою, залишаючи відкритою можливість того, що щонайменше два МіГ-17 могли бути збиті їх власними засобами ППО.
Перше підтверджене знищення з гармати Вулкан відбулося 29 червня 1966 року, коли майор Фред Трейсі, пілотуючи свій F-105 з 421-ї винищувально-бомбардувальної ескадрильї, випустив 200 20 мм снарядів у МіГ-17, який щойно випустив 23 мм снаряд, що пройшов через його кабіну. Коли МіГ ПС Народної Армії В'єтнаму пролетів перед ним після атаки, Трейсі відкрив вогонь.
Гармата була інтегрована в новіші варіанти F-4E Phantom II, які активно використовувалися під час війни у В'єтнамі. Спочатку F-4 був розроблений без гармати, оскільки вважалося, що ракети зробили гармати застарілими. Бойовий досвід у В'єтнамі показав, що гармата може бути ефективнішою, ніж керовані ракети в багатьох бойових ситуаціях, і що зовнішньо встановлена гармата була менш ефективною, ніж внутрішня; перше покоління гарматних контейнерів, таких як SUU-16, не було синхронізоване з прицілами винищувача. Покращені контейнери були автономними і належним чином синхронізовані з прицілами, тоді як версії F-4 для ПС були поспішно оснащені внутрішніми гарматами M61 у видному обтічнику під носом, задовго до закінчення війни (флотські «Фантоми» ніколи не отримували гармат, продовжуючи покладатися лише на ракети класу «повітря-повітря»). Наступне покоління винищувачів, побудованих після В'єтнаму, мало вбудовані гармати M61.
| Дата/рік        | Літак з якого вівся вогонь | Варіант гармати M61 Vulcan | Збитий літак | Підрозділ ПС США/коментарі                                                                                   |
| --------------- | -------------------------- | -------------------------- | ------------ | --- |
| 29 червня 1966  | F-105D Thunderchief        | M61A1                      | МіГ-17       | 421-а тактична винищувальна ескадрилья                                                                       |
| 18 серпня 1966  | F-105D                     | M61A1                      | МіГ-17       | 34-а ТВЕ |
| 21 вересня 1966 | F-105D                     | M61A1                      | МіГ-17       | 333-а ТВЕ |
| 21 вересня 1966 | F-105D                     | M61A1                      | МіГ-17       | 431-а ТВЕ |
| 4 грудня 1966   | F-105D                     | M61A1                      | МіГ-17       | 469-а ТВЕ |
| 1967            | F-105D/F-105F              | M61A1                      | (5) МіГ-17   | 333-а ТВЕ |
| 1967            | F-105D                     | M61A1                      | (8) МіГ-17   | 354-а ТВЕ |
| 1967            | F-105D/F-105F              | M61A1                      | (4) МіГ-17   | 357-а ТВЕ |
| 1967            | F-4C Phantom II            | контейнер SUU-16           | (2) МіГ-17   | 480-а ТВЕ |
| 13 травня 1967  | F-105D                     | M61A1                      | МіГ-17       | 44-а ТВЕ |
| 3 червня 1967   | F-105D                     | M61A1                      | МіГ-17       | 13-а ТВЕ: Капітан Ральф Кустер                                                                               |
| 23 серпня 1967  | F-105D                     | M61A1                      | МіГ-17       | 34-а ТВЕ |
| 24 жовтня 1967  | F-4D                       | контейнер SUU-23           | МіГ-21       | 433-а ТВЕ |
| 1967            | F-4D                       | контейнер SUU-23           | (3) МіГ-21   | 435-а ТВЕ |
| 3 січня 1968    | F-4D                       | контейнер SUU-23           | МіГ-21       | 433-а ТВЕ; пілот, майор Б. Дж. Богослофскі, ОСЗ, капітан Річард Л. Хаскі                                     |
| 14 лютого 1968  | F-4D                       | контейнер SUU-23           | МіГ-17       | 555-а ТВЕ |
| 1972            | F-4E                       | M61A1                      | (3) МіГ-21   | 35-а ТВЕ; F4E був першим Phantom II, який вступив у війну з внутрішньою гарматою Vulcan.                     |
| 2 червня 1972   | F-4E                       | M61A1                      | МіГ-19       | 58-а ТВЕ; перше знищення на надзвуковій швидкості (1,2 Маха); Майор Філ Хендлі/ОСЗ лейтенант Дж. Дж. Смолвуд |
| 9 вересня 1972  | F-4E                       | M61A1                      | МіГ-21       | 555-а ТВЕ |
| 15 жовтня 1972  | F-4E                       | M61A1                      | МіГ-21       | 307-а ТВЕ |
|                 |                            |                            |              | |
| Всього МіГ-17   | 32                         | 32                         | 32           | 32 |
| Всього МіГ-19   | 1                          | 1                          | 1            | 1 |
| Всього МіГ-21   | 6                          | 6                          | 6            | 6 |
| Всього          | 39                         | 39                         | 39           | 39 |

### Російське вторгнення в Україну
13 грудня 2024 року український F-16 збив одразу шість російських крилатих ракет. За словами Юрія Ігната, це новий світовий рекорд. Для знищення повітряних цілей пілот бойового літака використав авіаційні ракети та гармату.

## Носії M61 Vulcan
Нижче перераховані літальні апарати-носії гармати :
- A-7 Corsair II
- AH-1 Cobra
- AC-130 Spectre
- F-14
- F-15 та F-15E
- F-16
- F/A-18
- F-22